# Palomar-Leiden-Survey
Der Palomar-Leiden-Survey (kurz auch PLS) ist eine groß angelegte Himmelsdurchmusterung, die von 1960 bis 1977 zur gezielten Suche nach Kleinplaneten durchgeführt wurde. „Palomar-Leiden“ ist eine Erweiterung des McDonald Asteroid Survey (MDS) von Gerard Peter Kuiper 1952, und mit dem Palomar Sky Survey vergleichbar, reicht aber mit 20,5 mag nicht ganz an dessen Grenzgröße heran.
Initiatoren des Projekts waren vor allem Kuiper, Paul Herget, Tom Gehrels sowie Cornelis Johannes van Houten und dessen Ehefrau Ingrid van Houten-Groeneveld. Es diente – wie auch die drei Trojan Surveys – als Basis für Untersuchungen der statistischen und dynamischen Eigenschaften des Asteroiden-Hauptgürtels zwischen den Umlaufbahnen von Mars und Jupiter.
Für Palomar-Leiden Survey wurden ab 1960 insgesamt 100 Feldplatten (Plattenformat 35,6 × 35,6 cm, nur 1 mm dick) mit dem großen Schmidt-Teleskop am Mount Palomar-Observatorium aufgenommen. Zu den 100 Feldplatten kamen noch 30 Einzelplatten von Eichfeldern zur Fotometrie der Feldplatten. Belichtungszeit war etwa 10 Minuten (für blauempfindliche Fotoplatten) und 40 Minuten (Gelb-Platten), der abgebildete Himmelsausschnitt ist 6.5 × 6.5 Grad groß. Die überdeckte Himmelsfläche des PLS betrug 12 × 18 Grad und war in insgesamt 8 einzelne Felder von 6.5° aufgeteilt.
Wegen des Umfangs der Surveys wurde das Projekt auf drei Institute aufgeteilt: das Lunar and Planetary Laboratory in Tucson, das Cincinnati Observatory (damals Sitz des Minor Planet Center), und das Leiden Observatorium in Holland. Das Lunar and Planetary Laboratory (Gehrels) war zuständig für die Erstellung der Aufnahmen, Leiden (I. van Houten-Groeneveld und C.J. van Houten) für die Vermessung der Platten und das Cincinnati Observatory (Herget) letztlich für die Berechnung der Bahnparameter der neu gefundenen Kleinplaneten.
Auf den Palomar-Leiden-Platten wurden über 2.000 neue Kleinplaneten entdeckt, von denen 14.000 Positionen und 7.500 von Referenzsternen gemessen wurden. Bis heute wird „Palomar-Leiden“ zur Bahnbestimmung von Kleinplaneten verwendet.
Seit dem Frühjahr 2005 kooperiert das Astronomische Recheninstitut (ARI) in Heidelberg unter der Projektleitung von Lutz D. Schmadel mit dem Erdmessungs-Institut der TU Hannover zur Archivierung und Digitalisierung des Palomar-Leiden Survey und der Trojan Surveys, die seinerzeit für ähnliche Zwecke durchgeführt wurde.